# Prosperity Overseas
Prosperity Overseas, ou Prosperity Overseas (Bermudas) Limited é uma empresa de fachada constituída no paraíso fiscal de Bermudas. Sediada em Clarendon House, 2 Church Street, Hamilton, Bermudas.

## Sócio
A Prosperity tem como sócio fundo Prosperity Investments FUND INC, sediado no paraíso fiscal do Panamá.
Em 3 de dezembro de 2013, o fundo Prosperity Investments FUND INC foi dissolvido.

## Diretores
- Lisbeth del Carmen Garcia Moreno
- Eduardo Ortiz de Zevallos Zuniga

## Fusão
Em 14 de agosto de 2012, a Laep Investments, empresa acusada de causar prejuízos de R$ 5 bilhões no mercado, entrou com protocolo de fechamento de capital na Comissão de Valores Mobiliários (CVM). A fusão seria uma manobra fraudulenta para sair do mercado sem o deferimento da Autarquia, e sem precisar se enquadrar nas instruções normativas, com pagamento de R$ 21 milhões aos investidores que aportaram R$ 2,4 bi na companhia. Ou seja um valor 100 vezes menor aos valores aportados pelos investidores.
Em 20 de março de 2013, a Prosperity desistiu da fusão com a Laep sob o argumento de demora e incerteza jurídica que pairava sobre a implementação da fusão desde que se tomou conhecimento da decisão cautelar proferida pelo Juízo da 5ª Vara Cível de São Paulo em ação movida pela CVM e pelo Ministério Público Federal.

## Reembolso
A Laep publicou Fato Relevante em 22 de março de 2013 de que a Prosperity seria reembolsada em U$ 10,3 milhões, como suposta devolução de subscrição. O valor do reembolso foi citado em outro Fato Relevante, publicado pela Laep.